# 구본겸
구본겸은 대한민국의 래퍼다. 2021년 싱글 《Whippin》으로 데뷔했다.

## 방송
- 쇼미더머니 11 (2022) - Top44

## 음반
- Whippin (2021)
- 구본겸 (2021)
- 정의 집행 (2022)
- 벤치프레스 (feat. Don Mills) (2022)
- 역전 (2022)
- 눈에는 눈 (2024)